# تلمبه‌خانه

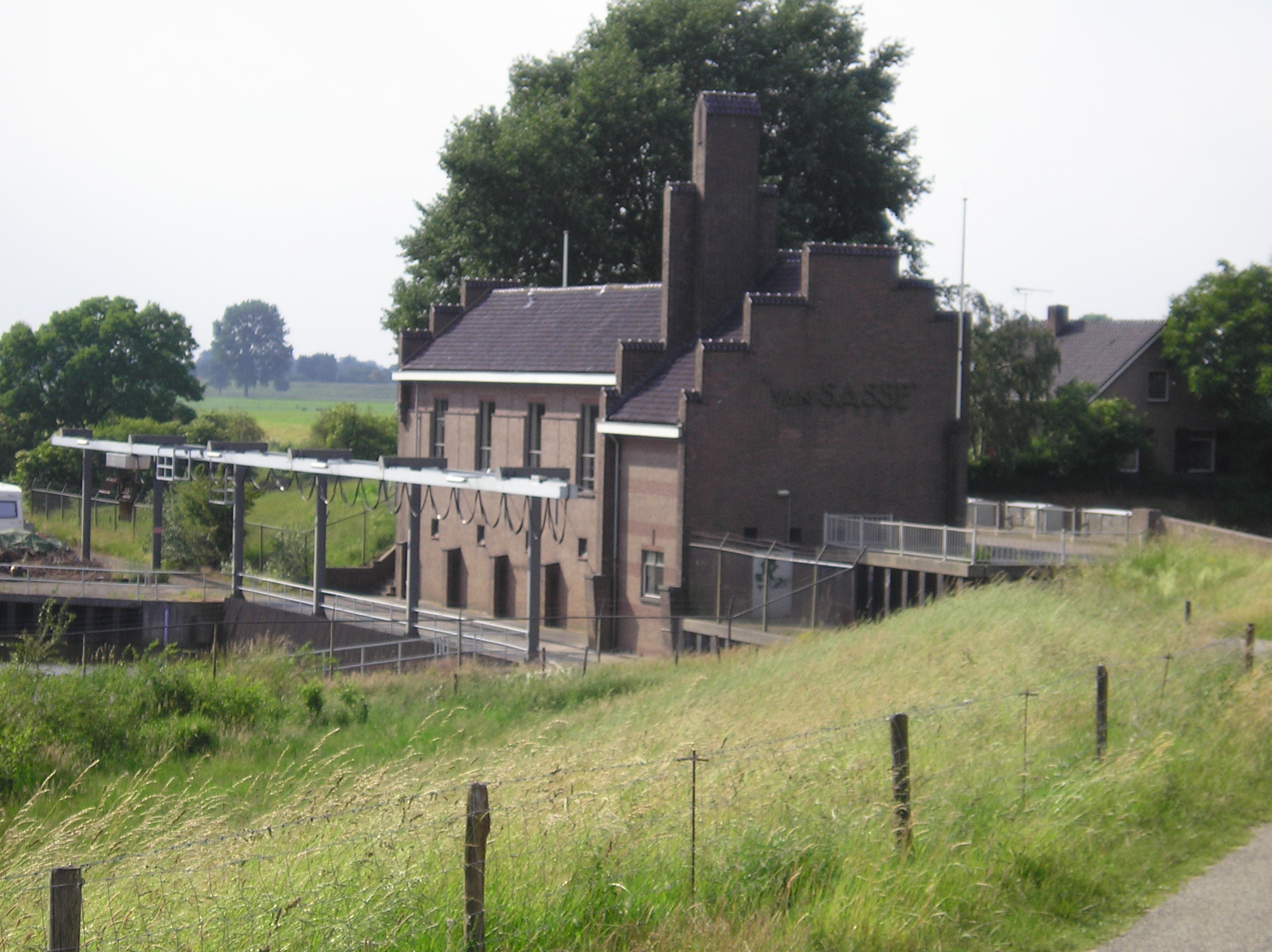
تلمبه‌خانه «فان ساسه» در خِرافه، هلند.

تُلُمبه‌خانه ساختمانی است که تلمبه‌های آب یا دیگر مایعات و تجهیزات وابسته به آنها در آن قرار می‌گیرد. تلمبه‌خانه در محلی ساخته می‌شود که نیاز به انتقال حجم زیادی آب از یک نقطه به نقطه دیگر وجود دارد.
از تلمبه‌خانه‌ها برای تأمین آب برای کانال‌ها، زهکشی زمین‌های پست، بردن فاضلاب به تصفیه‌خانه‌ها و غیره استفاده می‌شود.
در خط لوله‌های نفت نیز معمولاً تلمبه‌خانه‌های متعددی مستقر هستند. تلمبه‌خانه‌ها معمولاً گهگاه نیازمند لایروبی می‌شوند.